# Bataille de Davao
Seconde Guerre mondiale
Batailles
Campagne des Philippines
- Formose
- Leyte
- Golfe de Leyte
- Baie d'Ormoc
- Mindoro
- Maguindanao
- Golfe de Lingayen
- Luçon
- Col de Bessang
- Raid de Cabanatuan
- Bataan (1945)
- Manille (1945)
- Corregidor (1945)
- Baguio (1945)
- Raid de Los Baños
- Visayas
- Palawan
- Mindanao
- Jolo
- Davao
- Raid en mer de Chine méridionale

La bataille de Davao (province du sud l'île de Mindanao mais également le nom de la plus grande ville de l'île) est une bataille de la Seconde Guerre mondiale qui s'inscrit comme la dernière grande opération de la campagne de Mindanao durant la libération des Philippines. Elle a vu s'opposer une division japonaise face aux forces alliées composées pour deux tiers de Philippins et d'un tiers de soldats Américains.

## Prélude
En prélude à la bataille, sachant la prise de la ville et de la région comme inévitable, le sud et le centre de l'île ayant été déjà reconquis soit par les guérilleros philippins soit par l'armée américaine, les japonais se sont employés à détruire au maximum Davao City tout en construisant et en élaborant de solides positions défensives afin de faire durer le combat le plus longtemps possible.
Les bombardements alliés ont été incessants depuis des mois afin de harceler et d'affaiblir la garnison japonaise en place. 

## La bataille
S'attendant à un débarquement venant au sud de la ville, dans le golfe de Davao, les japonais se sont massés le long des lignes côtières proches de la ville. Ils ne se sont rendu compte trop tard que les Américains avaient en fait débarqué bien plus loin, à près de 200 kilomètres au sud-ouest de l'île pour les prendre à revers. 
Prises par surprise, les troupes impériales qui n'eurent d'autres choix que de se replier au nord sous peine d'être rapidement annihilées n'offrirent qu'une faible opposition et la ville ainsi que toutes les zones à l'ouest furent conquises seulement un peu plus de deux semaines après le début de l'offensive.
Les combats qui suivirent les 3 semaines suivantes pour la conquête de la région forestière au nord ont été largement plus disputés, dans des conditions climatiques extrêmement usantes en raison de la chaleur et de l'humidité ambiantes. Progressant lentement, la 24e division d'infanterie a finalement réussi à détruire les diverses poches de résistance de l'armée japonaise disséminée dans des positions défensives préalablement construites dans la jungle.

### Ising
L'un des épisodes les plus marquants de cette bataille est la charge directe menée à partir du 3 mai 1945 par moins de 1 500 soldats philippins vers le village d'Ising à une quarantaine de kilomètres au nord-est de Davao City face à un régiment japonais qui leur était pourtant plus de deux fois supérieur en nombre et bien retranché.
Avec la participation d'une partie du 130e régiment d'infanterie américain (107e division d'infanterie), cette bataille épique d'une semaine s'est révélée décisive, permettant de disperser le principal foyer de résistance véritablement organisée barrant l'entrée de Davao City et de définitivement forcer le gros des forces japonaises à se replier dans la jungle au nord.